# Larentiopsis
Larentiopsis là một chi bướm đêm thuộc họ Geometridae.